# Катэн (посёлок)
Это статья о населённом пункте, о реке см. Катэн
Катэ́н — посёлок в районе имени Лазо Хабаровского края России. Входит в состав Долминского сельского поселения.

## География
Посёлок Катэн стоит на левом берегу реки Катэн, примерно в 25 км до устья.
Лесовозная дорога к посёлку Катэн идёт на восток от посёлка Долми, расстояние более 50 км.
Расстояние от посёлка Катэн до автотрассы Хабаровск — Комсомольск-на-Амуре (в окрестностях села Князе-Волконское) около 190 км.
Расстояние до трассы «Уссури» у села Дормидонтовка Вяземского района (через Капитоновку Вяземского района) около 145 км.
Расстояние до районного центра Переяславка (через Георгиевку) около 160 км.

## Население
| 2002 | 2010 | 2011 | 2012 | 2021 |
| ---- | ---- | ---- | ---- | ---- |
| 160  | ↘108 | →108 | ↗109 | ↘83  |

## Экономика
Предприятия, занимающиеся заготовкой и переработкой леса.